# 布娄族
布娄族是一个东南亚民族，在越南、老挝、柬埔寨都有分布，在越南是官方认定的54个民族之一，主要分布于崑嵩省的崑嵩市。其语言属于南亚语系。1999年总人口为313。